# Афеляндра
Афеляндра, афеландра (Aphelandra) — рід квіткових рослин родини акантових. У природі зростають у тропічних регіонах Америки. Популярні, але складні в догляді, кімнатні рослини.

## Опис
Афеляндра — вічнозелений низькорослий чагарник. Стебло прямостояче, злегка опущене, червонуватого кольору. Листя яйцеподібної форми із загостреними кінцями, сріблясто-зелені з білими прожилками. Загальна довжина листка може сягати 25 см. Квітки зібрані в складне чотиригранний колос суцвіття 10-15 см висотою, яскраво-оранжеві, із зеленими приквітками.

## Догляд
Полив: З весни до осені полив рясний, взимку дещо менший.
Освітлення: Світлолюбна. Літом її розміщують в приміщеннях з яскравим, але розсіяним освітленням, а зимою над рослиною кріплять лампу денного світла.
Температура: Теплолюбна. Навіть узимку температура повинна бути не нижче 18 °C. Оптимальна — 22-23 °C.
Підживлення: Афеляндра швидко витрачає поживні речовини, тому її регулярно підживлюють — через кожні два тижні. Добриво спеціальне для квітучих кімнатних рослин. Підживлення проводять протягом всього року.

## Види
За даними спільного інтернет-проекту Королівських ботанічних садів у К'ю і Міссурійського ботанічного саду «The Plant List» рід налічує 196 визнаних видів (докладніше див. Список видів роду афеляндра).